# Jesús Castañar Pérez
Jesús Castañar Pérez (Extremadura, 1974), més conegut com a Chuchi Zamarra, és un sociòleg espanyol, especialista en moviments no-violents. El seu camp d'estudi són els factors que incideixen en l'èxit dels moviments noviolents en entorns de conflicte armat.

## Biografia
Es va llicenciar en sociologia per la Complutense i doctorar en investigació històrica per la Universidad de Castilla La Mancha. Va completar els seus estudis amb un diploma d'Estudis Avançats en Conflictes Polítics, amb una tesina sobre els moviments noviolents a Sri Lanka. Activista, ha participat en diversos moviments socials, fou objector de consciència. Des de la  Internacional de Resistentes a la Guerra ha participat en projectes arreu del món, incloent Colòmbia, Palestina, Filipines, Sri Lanka, Bèlgica, França, Grècia o Austràlia.
Entre les seves publicacions destaquen Crónicas del apartheid. Derechos humanos en Palestina (2004) i Breve historia de la noviolencia (2010) 